# Iviraiva argentina
Iviraiva argentina är en spindelart som först beskrevs av Cândido Firmino de Mello-Leitão 1942. 
Iviraiva argentina ingår i släktet Iviraiva och familjen Hersiliidae. Inga underarter finns listade i Catalogue of Life.